# ジェームズ・ドラモンド (初代パース男爵)
初代パース男爵ジェームズ・ドラモンド（英: James Drummond, 1st Baron Perth、出生名ジェームズ・ランディン（英: James Lundin）、1744年2月12日 – 1800年7月2日）は、グレートブリテン貴族。1745年ジャコバイト蜂起に加担した廉で没収されていたドラモンド家の財産を取り戻し、1797年に男爵に叙されたが、爵位は1代で廃絶した。

## 生涯
ジェームズ・ランディン（James Lundin、1707年11月6日 – 1781年7月18日、ロバート・ランディンの息子）と妻レイチェル（1789年6月29日没、第7代キンカーディン伯爵トマス・ブルースの娘）の三男として、1744年2月12日にファイフ州ランディン・ハウス（Lundin House）で生まれた。長兄ロバートは1758年に17歳で早世、次兄トマスはアメリカ独立戦争に参戦した軍人で、1780年11月に父に先立って死去した。祖父ロバートは初代メルフォート伯爵ジョン・ドラモンドの息子であり、メルフォート伯爵がパース伯爵家の出身だったため、第6代パース公爵および第10代パース伯爵を自称していたエドワード・ドラモンドが1760年2月6日に死去すると、父ジェームズが一家の苗字をドラモンドに戻し、1760年6月30日にエドワード・ドラモンドの男子継承者（heir male）、1766年5月15日に第4代パース伯爵ジェームズ・ドラモンド（メルフォート伯爵の兄）の男子継承者に認定された。
1772年1月22日にエンサイン（歩兵少尉）としてイギリス陸軍の第66歩兵連隊に入隊、中尉を経て1780年9月2日に大尉に昇進し、第42歩兵連隊に転属した。第42歩兵連隊の一員としてインドに派遣された。
1785年、1745年ジャコバイト蜂起に加担した廉で没収されていたドラモンド家の財産を取り戻した。『完全貴族要覧』はこれをヘンリー・ダンダスの影響力によるとした。
1792年にパース伯爵位の継承者としての承認を求める請願を出したが、1796年に取り下げ、代わりに1797年10月26日、グレートブリテン貴族であるパース州ストブホールにおけるパース男爵に叙された。
1800年7月2日にドラモンド城で死去、パースシャーのインナーペフレイで埋葬された。息子に先立たれたため、パース男爵位は1代で廃絶した。パース伯爵位の名目上の継承者は祖父ロバートの異母弟ジョンの孫にあたるジェームズ・ルイス・ドラモンド（1750年10月14日 – 1800年9月）となった。ドラモンド家の遺産は遺言状で娘クレメンティナ・サラに譲り、1888年にはクレメンティナ・サラの孫にあたる第25代ウィロビー・ド・アーズビー男爵ギルバート・ヒースコート＝ドラモンド＝ウィロビー（のちの初代アンカスター伯爵）が継承した。

## 家族
1785年3月31日、エディンバラでクレメンティナ・エルフィンストン（Clementina Elphinstone、1749年8月28日 – 1822年8月31日、第10代エルフィンストーン卿チャールズ・エルフィンストーンの娘）と結婚、1男2女をもうけた。
- クレメンティナ・サラ（1786年5月5日 – 1865年1月16日） - 1807年10月20日、ピーター・ロバート・バレル閣下（英語版）（初代グウィデイア男爵ピーター・バレル（英語版）の長男）と結婚、子供あり。2人は1807年に「ドラモンド」を姓に加えた。夫はのちにグウィディア男爵、ウィロビー・ド・アーズビー男爵を継承した[4]
- ジェマイマ・レイチェル（1787年5月1日 エディンバラ – 1788年4月28日 ドラモンド城[4]）
- ジェームズ（1791年10月16日 – 1799年8月11日[1]）